# MTK Budapest Futball Club
El Magyar Testgyakorlók Köre Budapest Futball Club (en español: Círculo Húngaro de Educación Física de Budapest Fútbol Club) es un club de fútbol de Hungría, en el distrito de Józsefváros de la capital Budapest. Fue fundado en 1888, disputa sus partidos como local en el estadio Nándor Hidegkuti y juega en la NBI, la primera división húngara.
Es uno de los clubes de fútbol más exitosos de Hungría. Ha ganado 23 Ligas, doce Copas de Hungría y dos Supercopas. En 1956, como Vörös Lobogó, se convirtió en el primer equipo húngaro en jugar la Copa de Europa y en 1964 terminó como subcampeón de la Recopa de Europa después de perder ante el Sporting de Portugal en la final además de quedar en tercer puesto en la Copa de Ferias de 1962.

## Historia
El club fue fundado el 16 de noviembre de 1888 en un café en Budapest como Magyar Testgyakorlók Köre («Círculo Húngaro de Educación Física»). Algunos de sus miembros fundadores eran aristócratas y miembros de la comunidad judía de la capital. Los colores del club fueron el azul y blanco y tenía 31 miembros al final de su año inaugural. Las primeras posibilidades deportivas que ofrecía el club eran solo la esgrima y la gimnasia. Como el fútbol se propagaba con gran rapidez en Hungría, el club creó su división futbolística el 12 de marzo de 1901. El primer partido de fútbol de los azules terminó en empate 0-0 contra el Budapesti TC, que más tarde se fue el campeón húngaro en 1901 y 1902. El MTK comenzó a jugar al fútbol en Segunda División en 1902, pero un año después el club tuvo la oportunidad de jugar en la Primera liga. En su debut acabó tercero y un año después, en 1904, ganó su primer campeonato nacional de Liga.

### Era amateur
El primer presidente del club fue Alfréd Brüll, quien asumió la presidencia del club desde 1905 hasta la década de 1940. Antes de la introducción del MTK en el fútbol profesional, este era el equipo húngaro de mayor éxito. Antes de la Segunda Guerra Mundial, el equipo ganó quince títulos de la Liga de Hungría y siete Copas de Hungría. Durante la era profesional del equipo no pudo repetir el mismo rendimiento pero, aun así, ganó dos campeonatos. Debido a la participación de numerosas personalidades judías en el club, tenía la reputación de ser el «equipo judío» en los años 1930 y 1940, un fenómeno que continúa hasta el presente.

### LosMagiares poderosos

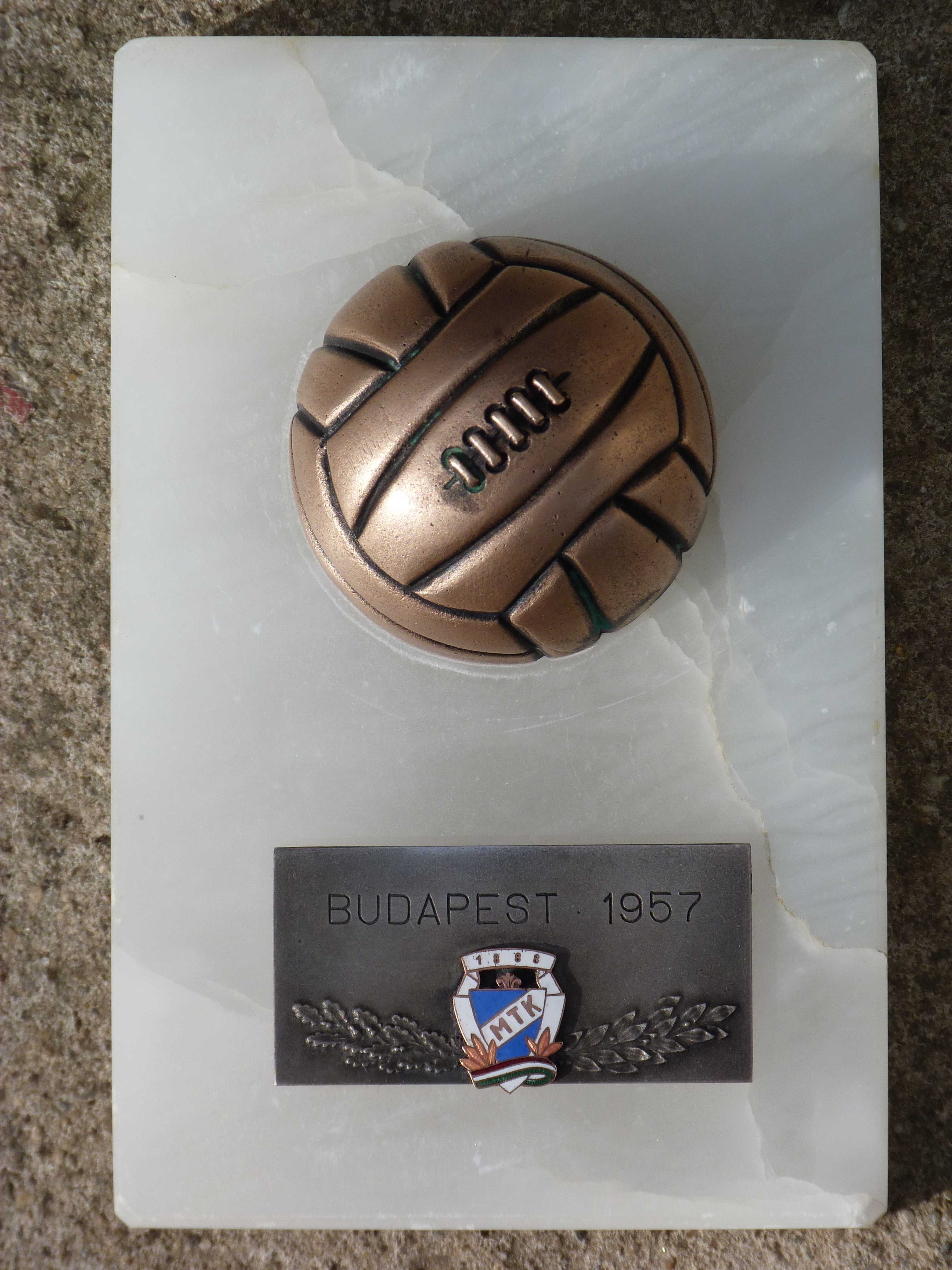
Placa conmemorativa del MTK en Budapest.

En 1949, cuando Hungría se convirtió en un estado comunista, el MTK pasó a ser propiedad de la policía secreta, la ÁVH, y, posteriormente, el club fue conocido como Textiles SE. Luego se convirtió en Bástya SE, a continuación Vörös Lobogó SE (que significa Bandera Roja) y, finalmente, otra vez MTK. A pesar de esta confusión, la década de 1950 resultó ser una etapa de éxito para el club. Con el equipo dirigido por Márton Bukovi destacaron los futbolistas Péter Palotás, Nándor Hidegkuti, Mihály Lantos y József Zakariás, quienes ayudaron a ganar tres títulos de la Borsodi Liga, una Copa de Hungría y una Copa Mitropa. En 1955, como Vörös Lobogó, también fue el primer equipo húngaro en jugar la Copa de Europa. El 7 de septiembre de 1955, en Népstadion, Palotás anotó un hat-trick para vencer 6-3 al RSC Anderlecht en el partido de ida de la primera ronda y fue así el primer jugador en anotar un hat-trick en un partido de Copa de Europa.
El MTK también fue importante en el éxito de la legendaria selección húngara conocida como los magiares poderosos. Mientras el Honvéd siempre fue el equipo con un mayor núcleo de jugadores, Márton Bukovi, del MTK, desarrolló la formación 4-2-4, más tarde adoptada por el seleccionador nacional Gusztáv Sebes, exjugador del MTK. En 1953 Hidegkuti anotó un hat-trick con Hungría cuando venció 6-3 a Inglaterra en el estadio de Wembley. Además Mihály Lantos y József Zakariás otorgaron a los magiares poderosos una defensa sólida. Durante la década de 1950 estos jugadores del MTK ayudaron a Hungría ser campeones olímpicos en 1952, campeones de Europa Central en 1953, derrotar a Inglaterra en dos ocasiones y llegar a la final de la Copa Mundial de 1954. Posteriormente absorbió al Egyetértés VM después de la primera mitad de la temporada 1974-75. El MTK descendió a la NBII en dos ocasiones: en 1980-81 después de terminar la temporada 17.ª y en 1993-94, después de terminar la temporada en 16.ª posición.

### Historia reciente
Dos años después de haber regresado de la NBII, en 1996-97, el MTK ganó su vigésimo campeonato y, a la vez, el club sumó su décima Copa de Hungría bajo el mandato del entrenador Jozsef Garami tras una igualada final ante el Újpest por un gol a cero. En la Liga de Campeones de la UEFA 1997-98, el MTK Hungária entró en la primera ronda previa contra el Pyunic Yerevan de Armenia, al que eliminó por un global de 6–3. En segunda ronda previa se midió al Rosenborg BK noruego, frente al que cayó por un global de 1–4. El MTK continuó en la Copa de la UEFA, en cuya fase de clasificación apeó al Alania Vladikavkaz por un global de 4–1 y fue eliminado por el Crotia Zagreb (1-0 y 0-2). En 1999 ganó su 21.º campeonato de Hungría y en 2000 su 12.ª Copa de Hungría. En el siglo XXI volvió a conquistar la ligas en 2003 y 2008.

## Uniforme
- Uniforme titular: Camiseta blanca con banda diagonal azul, pantalón azul, medias blancas.
- Uniforme alternativo: Camiseta azul con banda diagonal blanca, pantalón blanco, medias azules.

## Estadio
El Stadion Hidegkuti Nándor se construyó en 1947, poco después del final de la Segunda Guerra Mundial. Se demolió en 2014 para construir un nuevo estadio en su lugar que lleva el mismo nombre. El nuevo estadio vio reducido notablemente su aforo a 5 000 espectadores.

## Jugadores

### Jugadores destacados
| - Gyula Baratky - József Becsei - Gyula Bodola - Ákos Buzsáky - Péter Czvitkovics - Márton Fülöp - Sándor Gellér - Béla Guttmann - Attila Hajdú - Nándor Hidegkuti - Ferenc Hirzer - Ádám Hrepka - Béla Illés - Roland Juhász - Jenő Kálmár - Jenő Károly - Izidor Kürschner | - Péter Palotás - Franz Platko - Károly Sándor - Mihály Lantos - Gyula Mándi - János Molnár - Ferenc Sas - Alfréd Schaffer - Imre Schlosser - Gusztáv Sebes - Pál Titkos - Roland Varga - József Zakariás - László Répási - Lapalma Stefano - Norberto Höfling - Glenn Helder |

## Palmarés

### Torneos nacionales
- Campeonato Nacional Húngaro I (23): 1904, 1907-08, 1913-14, 1916-17, 1917-18, 1918-19, 1919-20, 1920-21, 1921-22, 1922-23, 1923-24, 1924-25, 1928-29, 1935-36, 1936-37, 1951, 1953, 1957-58, 1986-87, 1996-97, 1998-99, 2002-03, 2007-08.

- NB2 (2): 2017-18, 2019-20.

- Copa de Hungría (12): 1909-10, 1910-11, 1911-12, 1913-14, 1922-23, 1924-25, 1931-32, 1951-52, 1968, 1996-97, 1997-98, 1999-00.

- Supercopa de Hungría (3): 1997, 2003, 2008.

### Torneos amistosos
- Copa Mitropa (2): 1955, 1963.

## Participación en competiciones europeas
| Temporada | Torneo                | Ronda            | Club                      | Casa      | Visita    | Global            |
| --------- | --------------------- | ---------------- | ------------------------- | --------- | --------- | ----------------- |
| 1955–56   | Copa de Europa        | 1                | RSC Anderlecht            | 6–3       | 4–1       | 10–4              |
| 1955–56   | Copa de Europa        | Cuartos de final | Stade Reims               | 4–4       | 2–4       | 6–8               |
| 1958–59   | Copa de Europa        | Ronda Preliminar | Polonia Bytom             | 3–0       | 3–0       | 6–0               |
| 1958–59   | Copa de Europa        | 1                | BSC Young Boys            | 1–2       | 1–4       | 2–6               |
| 1961–62   | Copa de Ferias        | 1                | RC Strasbourg             | 10–2      | 3–1       | 13–3              |
| 1961–62   | Copa de Ferias        | 2                | 1. FC Lokomotive Leipzig  | 3–0       | 0–3       | 3–3(playoff 2–0)  |
| 1961–62   | Copa de Ferias        | Cuartos de final | FK Novi Sad               | 2–1       | 4–1       | 6–2               |
| 1961–62   | Copa de Ferias        | Semifinales      | Valencia CF               | 3–7       | 0–3       | 3–10              |
| 1963–64   | Recopa de Europa      | Ronda Preliminar | PFC Slavia Sofia          | 1–0       | 1–1       | 2–1               |
| 1963–64   | Recopa de Europa      | 1                | Motor Zwickau             | 2–0       | 0–1       | 2–1               |
| 1963–64   | Recopa de Europa      | Cuartos de final | Fenerbahçe SK             | 2–0       | 1–3       | 3–3 (playoff 1–0) |
| 1963–64   | Recopa de Europa      | Semifinales      | Celtic Glasgow            | 4–0       | 0–3       | 4–3               |
| 1963–64   | Recopa de Europa      | Final            | Sporting CP               | 3–3 (t.e) | 3–3 (t.e) | 0–1 (playoff)     |
| 1969–70   | Recopa de Europa      | 1                | 1. FC Magdeburg           | 1–1       | 0–1       | 1–2(t.e)          |
| 1976–77   | Recopa de Europa      | 1                | Sparta Prague             | 3–1       | 1–1       | 4–2               |
| 1976–77   | Recopa de Europa      | 2                | FC Dinamo Tbilisi         | 1–0       | 4–1       | 5–1               |
| 1976–77   | Recopa de Europa      | Cuartos de final | Hamburger SV              | 1–1       | 1–4       | 2–5               |
| 1978–79   | Copa UEFA             | 1                | FCU Politehnica Timişoara | 2–1       | 0–2       | 2–3               |
| 1985      | Copa Intertoto        | Grupo 11         | PFC Chernomorets Burgas   | 5–1       | 2–1       |                   |
| 1985      | Copa Intertoto        | Grupo 11         | IK Start                  | 3–0       | 3–3       |                   |
| 1985      | Copa Intertoto        | Grupo 11         | FC Aarau                  | 3–1       | 1–1       |                   |
| 1986      | Copa Intertoto        | Grupo 1          | Fortuna Düsseldorf        | 0–0       | 3–3       |                   |
| 1986      | Copa Intertoto        | Grupo 1          | NEC Nimega                | 2–2       | 3–1       |                   |
| 1986      | Copa Intertoto        | Grupo 1          | FC Liége                  | 5–2       | 0–3       |                   |
| 1987–88   | Copa de Europa        | 1                | FC Steaua Bucarest        | 2–0       | 0–4       | 2–4               |
| 1988      | Copa Intertoto        | Grupo 10         | Karlsruher SC             | 2–1       | 1–1       |                   |
| 1988      | Copa Intertoto        | Grupo 10         | FK Vojvodina              | 1–0       | 0–5       |                   |
| 1988      | Copa Intertoto        | Grupo 10         | Grazer AK                 | 0–1       | 1–1       |                   |
| 1989–90   | Copa UEFA             | 1                | FC Dynamo Kiev            | 1–2       | 0–4       | 1–6               |
| 1990      | Copa Intertoto        | Grupo 4          | SK Slovan Bratislava      | 0–2       | 0–2       |                   |
| 1990      | Copa Intertoto        | Grupo 4          | Vejle BK                  | 0–1       | 1–4       |                   |
| 1990      | Copa Intertoto        | Grupo 4          | IFK Norrköping            | 4–3       | 0–2       |                   |
| 1990–91   | Copa UEFA             | 1                | FC Lucerna                | 1–1       | 1–2       | 2–3               |
| 1993–94   | Copa UEFA             | 1                | KR Reykjavík              | 0–0       | 2–1       | 2–1               |
| 1993–94   | Copa UEFA             | 2                | KV Mechelen               | 1–1       | 0–5       | 1–6               |
| 1997–98   | Copa UEFA             | 1                | Alanya Vladikavkaz        | 3–0       | 1–1       | 4–1               |
| 1997–98   | Copa UEFA             | 2                | Croatia Zagreb            | 1–0       | 0–2       | 1–2               |
| 1997–98   | UEFA Champions League | Clasificatoria 1 | Pyunik Yerevan            | 4–3       | 2–0       | 6–3               |
| 1997–98   | UEFA Champions League | Clasificatoria 2 | Rosenborg BK              | 0–1       | 1–3       | 1–4               |
| 1998–99   | Recopa de Europa      | Clasificatoria   | GÍ Gøta                   | 7–0       | 3–1       | 10–1              |
| 1998–99   | Recopa de Europa      | 1                | SV Ried                   | 0–1       | 0–2       | 0–3               |
| 1999-00   | UEFA Champions League | Clasificatoria 2 | ÍBV                       | 3–1       | 2–0       | 5–1               |
| 1999-00   | UEFA Champions League | Clasificatoria 3 | Croatia Zagreb            | 0–2       | 0–0       | 0–2               |
| 1999-00   | Copa UEFA             | 1                | Fenerbahce SK             | 0–0       | 2–0       | 2–0               |
| 1999-00   | Copa UEFA             | 2                | AEK Athens FC             | 2–1       | 0–1       | 2–2(a)            |
| 2000–01   | Copa UEFA             | Clasificatoria   | FC Jokerit                | 1–0       | 4–2       | 5–2               |
| 2000–01   | Copa UEFA             | 1                | PFC CSKA Sofia            | 0–1       | 2–1       | 2–2(a)            |
| 2000–01   | Copa UEFA             | 2                | Nantes FC                 | 0–1       | 1–2       | 1–3               |
| 2003–04   | UEFA Champions League | Clasificatoria 2 | HJK Helsinki              | 3–1       | 0–1       | 3–2               |
| 2003–04   | UEFA Champions League | Clasificatoria 3 | Celtic Glasgow            | 0–4       | 0–1       | 0–5               |
| 2003–04   | Copa UEFA             | 1                | Dinamo Zagreb             | 0–0       | 1–3       | 1–3               |
| 2007–08   | Copa UEFA             | Clasificatoria 1 | MIKA                      | 2–1       | 0–1       | 2–2(a)            |
| 2008–09   | UEFA Champions League | Clasificatoria 2 | Fenerbahce SK             | 0–5       | 0–2       | 0–7               |
| 2012–13   | UEFA Europa League    | Clasificatoria 1 | Senica                    | 1–1       | 1–2       | 2–3               |
| 2015–16   | UEFA Europa League    | Clasificatoria 1 | Vojvodina                 | 0–0       | 1–3       | 1–3               |
| 2016–17   | UEFA Europa League    | Clasificatoria 1 | Aktobe                    | 2–0       | 1–1       | 3–1               |
| 2016–17   | UEFA Europa League    | Clasificatoria 2 | Gabala                    | 1–2       | 0–2       | 1–4               |

## Entrenadores
| - Sándor Kertész (1903-07) - Hugó Szüsz (1907-11) - John Tait Robertson (1911-13) - Holmes (1913-14) - Jimmy Hogan (1914-21) - Herbert Burgess (1921-22) - Franz Döme (1922-25) - Jimmy Hogan (1925-27) - Gyula Feldmann (1927-28) - Béla Révész (1928-30) - Bill Huber (1930-31) - Imre Senkey (1931-35) - Alfréd Schaffer (1935-37) - József Braun (1937-39) | - Gyula Feldmann (1939-40) - Zoltán Vágó (1945) - Károly Csapkay (1945-46) - Zoltán Vágó (1946) - Pál Titkos (1946-47) - Márton Bukovi (1947-54) - Tibor Kemény (1955) - Béla Volentik (1956-57) - Márton Bukovi (1957-59) - Nándor Hidegkuti (1959-60) - Gyula Szűcs (1960-62) - Imre Kovács (1962-64) - Béla Volentik (1964) - Károly Lakat (1965-66) | - Nándor Hidegkuti (1967-68) - Ferenc Kovács (1968-69) - Tibor Palicskó (1970-72) - János Bencsik (1972) - Géza Kalocsay (1972-74) - Imre Kovács (1974-75) - Mihály Keszthelyi (1975-77) - György Mezey (1977-80) - Antal Szentmihályi (1980) - László Szarvas (1981) - László Sárosi (1982-83) - Tibor Palicskó (1983-85) - György Makai (1985) - József Both (1985-86) | - József Verebes (1986-92) - Imre Gellei (1992-94) - Sandor Popovics (1994) - Bertalan Bicskei (1995) - István Kisteleki (1995) - Imre Garaba (1996) - József Garami (1996-98) - Sándor Egervári (1998-99) - Henk ten Cate (1999-00) - Gábor Pölöskei (2000-01) - György Bognár (2001-02) - Sandor Popovics (2002) - Sándor Egervári (2002-04) - József Garami (2004) |